# Dragan Jakovljević
Dragan Jakovljević (in serbo Дpaгaн Jaкoвљeвић?; Konjic, 23 febbraio 1962) è un ex calciatore bosniaco, di ruolo attaccante.

## Carriera

### Club
Durante la sua carriera ha giocato per Igman Konjic, FK Sarajevo, Nantes e Anversa.
Con il FK Sarajevo ha vinto il Campionato jugoslavo 1984-1985, mentre con l'Anversa ha trionfato in Coppa del Belgio nel 1992, questo successo ha permesso la qualificazione alla Coppa delle Coppe 1992-1993, in cui la squadra ha perso la finale.

### Nazionale
Ha giocato con la Nazionale della Jugoslavia 8 partite, realizzando 3 reti.
Gioca la prima a Smirne il 16 dicembre 1987 contro la Turchia, nella partita vinta 3-2, e gioca l'ultima due anni più tardi, l'11 ottobre 1989 a Sarajevo, contro la Norvegia (1-0).

## Palmarès

### Club

#### Competizioni nazionali
- Campionato jugoslavo: 1

Sarajevo: 1984-1985
- Coppa del Belgio: 1

Anversa: 1991-1992